# Comuna de Wołów
Wołów (polaco: Gmina Wołów) é uma gminy (comuna) na Polónia, na voivodia de Baixa Silésia e no condado de Wołowski. A sede do condado é a cidade de Wołów.
De acordo com os censos de 2004, a comuna tem 22 609 habitantes, com uma densidade 68,3 hab/km².

## Área
Estende-se por uma área de 331,06 km², incluindo:
- área agricola: 50%
- área florestal: 40%

## Demografia
Dados de 30 de Junho 2004:
|                      | Total   | Total | Mulheres | Mulheres | Homens  | Homens |
| -------------------- | ------- | ----- | -------- | -------- | ------- | ------ |
|                      | pessoas | %     | pessoas  | %        | pessoas | %      |
| População            | 22 609  | 100   | 11 564   | 51,1     | 11 045  | 48,9   |
| Densidade (pop./km²) | 68,3    | 100   | 34,9     | 34,9     | 33,4    | 33,4   |

De acordo com dados de 2002, o rendimento médio per capita ascendia a 1090,15 zł.

## Subdivisões
- Boraszyn, Bożeń, Dębno, Domaszków, Garwół, Gliniany, Golina, Gródek, Krzydlina Mała, Krzydlina Wielka, Lipnica, Lubiąż, Łososiowice, Mikorzyce, Miłcz, Moczydlnica Dworska, Mojęcice, Nieszkowice, Pawłoszewo, Pełczyn, Piotroniowice, Prawików, Proszkowa, Rataje, Rudno, Siodłkowice, Sławowice, Stary Wołów, Stęszów, Stobno, Straszowice, Tarchalice, Uskorz Mały, Uskorz Wielki, Warzęgowo, Wrzosy, Zagórzyce.

## Comunas vizinhas
- Brzeg Dolny, Malczyce, Oborniki Śląskie, Prochowice, Prusice, Ścinawa, Środa Śląska, Wińsko